# ニコラウス・フォン・ファルケンホルスト
ニコラウス・フォン・ファルケンホルスト（Nikolaus von Falkenhorst、1885年1月17日 - 1968年6月18日）は、ドイツの陸軍軍人。1940年のヴェーザー演習作戦（ノルウェー侵攻）と1941年の銀狐作戦を指揮。その後、1944年末までノルウェー駐留軍（第21軍）の司令官を務めた。

## 略歴
1885年、ドイツ帝国内プロイセン王国領だったブレスラウに生まれる。生家は古くからのシレジア貴族で軍人一家だった。元の姓はヤストジェムスキー (Jastrzembski) だったが、少尉時代の1911年に「フォン・ファルケンホルスト」に改名を許されている。
1907年にプロイセン王国陸軍に入隊。第一次世界大戦に従軍。一級鉄十字章・二級鉄十字章や戦傷章黒章を受章した。ドイツ敗戦後の1919年にはドイツ義勇軍（フライコール）に参加し、この後、ヴァイマル共和国軍 (Reichswehr) にも残留した。1925年から1927年まで兵務局で勤務。1933年から1935年にかけてはプラハやベオグラード、ブカレストのドイツ大使館で駐在武官として勤務した。1935年7月1日に少将 (GeneralMajor) に昇進するとともに第3軍参謀長となった。1937年に中将 (Generalleutnant) に昇進。1939年に歩兵大将 (General der Infanterie) に昇進した。
第二次世界大戦初頭のポーランド侵攻では第21軍団を指揮。1940年には北欧侵攻の作戦立案を任されたが、この計画はトップシークレットとされたため彼には十分な資料が与えられず、ベルリンの一般書店から購入したベデカー（民間人向けの旅行ガイドブック）なども駆使して計画を立てるはめになった。実際の侵攻作戦においてはオスロ・フィヨルドで重巡洋艦ブリュッヒャーが撃沈されるなど、特に海軍を中心に少なからず損害も発生したが、最終的に作戦は成功し、スカンディナヴィア半島から連合軍は駆逐された。この戦功により騎士鉄十字章を受章。

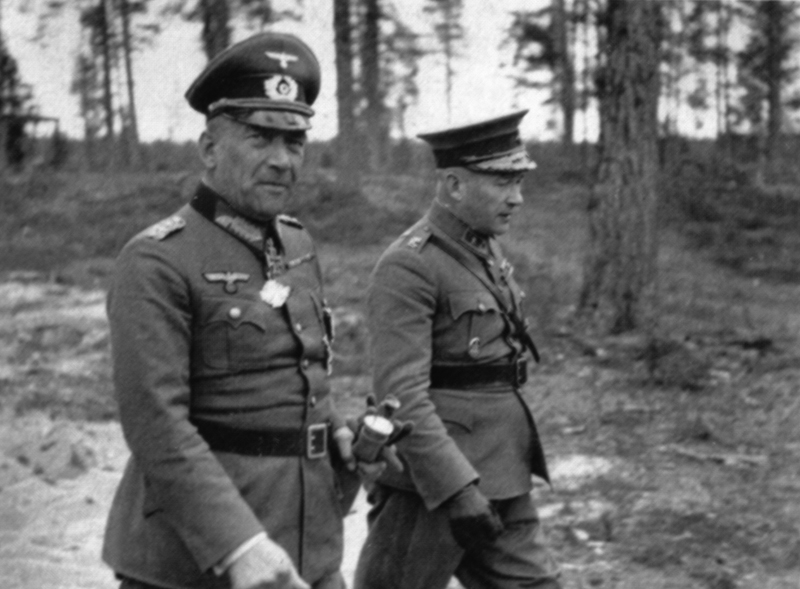
フィンランド軍のヤルマル・シーラスヴオ将軍とファルケンホルスト（左）

1940年末に第21軍団は軍編制に拡大され、彼は第21軍司令官としてノルウェー駐留独軍の最高指揮官となった。1941年2月、ベルリンの軍事裁判がノルウェー人10名に対しスパイ容疑で死刑判決を下した際、著名な探検家スヴェン・ヘディンの働きかけを受けたファルケンホルストはアドルフ・ヒトラーへの減刑嘆願を取り持ったこともある。ヒトラーはこの陳情を受け入れ、被告たちは懲役10年に減刑された。1941年6月に始まった独ソ戦では、フィンランド北中部で、銀狐作戦の指揮をとった。銀狐作戦の支作戦のひとつ、北極狐作戦では、フィンランドIII軍団を指揮下に持ったが、攻勢作戦はうまく進まず、ファルケンホルストとIII軍団司令官との間では、軋轢を生んだ。銀狐作戦が失敗して終了後の1942年1月からは、在フィンランドと北部ノルウェーのドイツ軍は、新設のラップランド駐留軍の管轄となり、ファルケンホルストの管轄は、在ノルウェー南部のドイツ軍だけとなった。その後、独軍のノルウェー占領後に国家弁務官として着任し強権的な占領地行政を敷いたヨーゼフ・テアボーフェンとの対立は日々激化し、ついに1944年12月18日、司令官職を更迭された。
その後ドイツの敗戦に至るまで第一線に復帰することはなかった。戦後イギリスとノルウェーの共同軍事法廷にかけられ、連合軍捕虜を親衛隊に引き渡して死刑に追いやった罪などにより1946年8月に死刑判決を受けたが、ヘディンらの働きかけにより、懲役20年に減刑された。さらに1953年7月23日には、狭心症を理由にヴェルルの戦犯刑務所から釈放された。釈放後は隠棲生活に入り、西ドイツのホルツミンデン (de:Holzminden) で死去した。

## 受章
- 二級鉄十字章 (1914年版)
- 一級鉄十字章 (1914年版)
- 戦傷章黒章（1914年版）
- 二級自由十字勲章
- 名誉十字章
- 1級司令官白バラ勲章
- 一級鉄十字章略章（1939年版）
- 二級鉄十字章略章（1939年版）
- 騎士鉄十字章（1940年4月30日叙勲）
- ドイツ十字章銀章（1945年1月20日叙勲）
- 1級及び2級剣付き戦功十字章
- 大十字司令官白バラ勲章